# Władysław Kopaliński
Władysław Kopaliński (de son vrai nom Jan Stefczyk, et avant la  Seconde Guerre mondiale : Jan Sterling; né le 14 novembre 1907 à Varsovie, mort le 5 octobre 2007 à Varsovie) est un lexicographe, traducteur et éditeur polonais, auteur des dictionnaires étymologiques de référence de la langue polonaise. 
Il a fait ses études de philologie anglaise à l’Université de Varsovie. Dans les années 1944-1959, il fut le vice directeur artistique des programmes de la Radio Polonaise d'abord à Lublin, et ensuite à Varsovie; il était en même temps l'auteur de plusieurs émissions de radio. Dans les années 1949-1954, il fut rédacteur en chef et ensuite directeur de la maison d’éditions Czytelnik. Entre 1954 et 1974, il écrivait des billets d’humeur dans le quotidien Życie Warszawy (en). 
Il traduisait de l’anglais (les auteurs comme Sinclair Lewis), il publiait des éditions critiques des œuvres de littérature classique et contemporaine. Il est connu avant tout pour son travail de lexicographe et d’encyclopédiste. 
Il fut marié deux fois (la seconde fois en 2007), il habitait à Varsovie. 

## Publications choisies
- Baśka. Sztuka w 3 aktach (Comédie en 3 actes, sous le nom de Jan Stefczyk; première publication: "Twórczość" nro 1/1954; publication en un volume séparé : Czytelnik 1954)
- Bałagan na Marsie. Niedzielne pogwarki (billets d'humeur, Czytelnik 1957)
- Warszawska niedziela. Wybór felietonów z lat 1957-1964 (Czytelnik 1965)
- Słownik wyrazów obcych i zwrotów obcojęzycznych (dessins : Szymon Kobyliński; Wiedza Powszechna 1967; 30 réédition jusqu'à 2007)
- W Warszawie i w Warszawce. Wybór felietonów z lat 1965-1967 (billets d'humeur de "Życie Warszawy"; Wydawnictwo Literackie 1968)
- Nie nazwane lata (billets d'humeur de "Życiu Warszawy"; Wydawnictwo Literackie 1972)
- Western w autobusie (billets d'humeur ; Państwowy Instytut Wydawniczy 1974)
- Księga cytatów z polskiej literatury pięknej od XIV do XX wieku (avec Paweł Hertz; Państwowy Instytut Wydawniczy 1975)
- Kot w worku, czyli Z dziejów pojęć i rzeczy (Krajowa Agencja Wydawnicza 1975)
- (en) Władysław Kopaliński (ill. Henryk Tomaszewski), Drugi kot w worku czyli Z dziejów nazw i rzeczy, Warszawa, Krajowa Agencja Wydawnicza, 1989, 200 p. (ISBN 83-03-02492-2)
- Trzeci kot w worku czyli Rozmaitość świata (Krajowa Agencja Wydawnicza 1982)
- (pl) Władysław Kopaliński, Słownik mitów i tradycji kultury, Warszawa, Państwowy Instytut Wydawniczy, 1985, 1360 p. (ISBN 83-06-00861-8)
- (pl) Władysław Kopaliński, Opowieści o rzeczach powszednich, Warszawa, Instytut Wydawniczy "Nasza Księg, 1987, 278 p. (ISBN 83-10-08805-1)
- Słownik symboli (Wiedza Powszechna 1990,  (ISBN 83-21-4074-6-3))
- Słownik przypomnień (Wiedza Powszechna 1992,  (ISBN 83-21-4084-0-0))
- Koty w worku, czyli z dziejów pojęć i rzeczy (édition complète de trois tomes publiés dans les années 1975-1982; Wiedza Powszechna 1993)
- Encyklopedia "drugiej płci" (Oficyna Wydawnicza RYTM 1995,  (ISBN 83-85-24975-3))
- Słownik eponimów czyli wyrazów odimiennych (PWN 1996,  (ISBN 83-01-1197-8-0))
- Podręczny słownik wyrazów obcych (édition de poche de Słownika wyrazów obcych i zwrotów obcojęzycznych; Wiedza Powszechna 1996,  (ISBN 83-21-4108-8-X))
- Słownik wydarzeń, pojęć i legend XX wieku (PWN 1999,  (ISBN 83-01-12849-6))
- Leksykon wątków miłosnych (Muza SA 2002)
- Mój przyjaciel Idzi (les billets d'humeur de "Życie Warszawy" et "Polityka"; Muza SA 2003,  (ISBN 83-7200-140-5))
- 125 baśni do opowiadania dzieciom (Oficyna Wydawnicza RYTM 2004,  (ISBN 83-7399-071-2))
- Przygody słów i przysłów. Leksykon (Oficyna Wydawnicza RYTM 2007,  (ISBN 978-83-7399-202-3))
- Od słowa do słowa (Oficyna Wydawnicza RYTM; en préparation)

## Travaux d'éditeur
- Antoni Słonimski, Kroniki tygodniowe 1927-1939 (Państwowy Instytut Wydawniczy 1956)
- Edgar Allan Poe, Opowiadania (Czytelnik 1956)
- Herbert George Wells, Opowieści fantastyczne (Czytelnik 1956)
- E.T.A. Hoffmann, Dzieła wybrane (t. I-V; Czytelnik 1957-1962)
- Tadeusz Żeleński, Znasz-li ten kraj? (Wydawnictwo Literackie 1962)
- Mark Twain, Trzydzieści trzy opowieści (Czytelnik 1973)